# Biencourt-sur-Orge
Biencourt-sur-Orge is een gemeente in het Franse departement Meuse (regio Grand Est) en telt 165 inwoners (1999).
De gemeente maakt deel uit van het kanton Ligny-en-Barrois in het arrondissement Bar-le-Duc. Voor maart 2015 was het deel van het kanton Montiers-sur-Saulx, dat toen werd opgeheven.

## Geografie
De oppervlakte van Biencourt-sur-Orge bedraagt 12,4 km², de bevolkingsdichtheid is 13,3 inwoners per km².

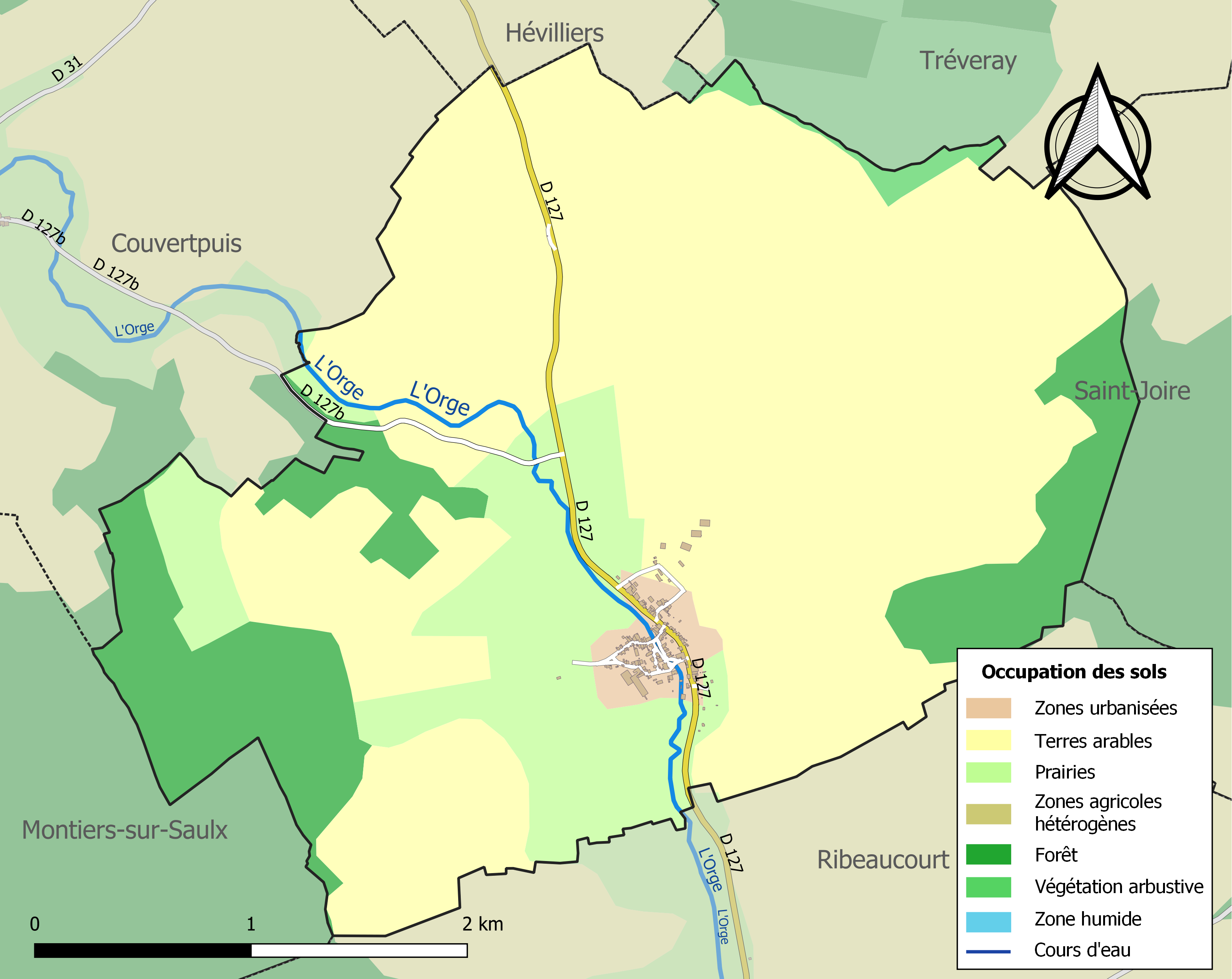
Kaart van de gemeente met de belangrijkste infrastructuur, bodemgebruik en omliggende gemeenten

## Demografie
Onderstaande figuur toont het verloop van het inwonertal (bron: INSEE-tellingen).